# Santa Clarita
Santa Clarita è un comune degli Stati Uniti d'America di 219 611 abitanti, situato nella contea di Los Angeles in California.

## Geografia fisica

### Territorio
Santa Clarita ha una superficie totale di 160,99 km². La città è situata a 56 km da Los Angeles ed occupa la maggior parte della Santa Clarita Valley. La città è stata colpita dai terremoti di San Fernando nel 1971 e di Northridge del 1994, quanto molti edifici commerciali e residenziali sono stati devastati.

### Clima
Santa Clarita si trova in una zona di clima mediterraneo, caratterizzate da estati afose e inverni miti. Il clima asciutto ha causato nei precedenti anni, diversi incendi nei mesi di fine estate e inizio agosto, conosciuti come "stagione degli incendi". Le pioggia interessa solo i mesi di gennaio e febbraio, mentre precipitazione nevose si sono verificate solo il 26 febbraio 2011.

## Curiosità
- La serie tv originale Netflix Santa Clarita Diet è ambientata appunto a Santa Clarita.